# Christian August z Saksonii-Zeitz
Christian August z Saksonii-Zeitz, niem. Christian August von Sachsen-Zeitz (ur. 9 października 1666 w Moritzburgu, zm. 23 sierpnia 1725 w Ratyzbonie) – niemiecki kardynał, konwertyta.

## Życiorys
Urodził się 9 października 1666 roku w Moritzburgu, jako syn Moritza z Saksonii-Zeitz i Dorothei Marie z Saksonii-Weimar. Po śmierci ojca w 1681 roku zaciągnął się do wojska i służył w cesarskiej armii. Gdy był jeszcze luteraninem, został członkiem zakonu krzyżackiego. W 1693 roku przeszedł na katolicyzm. 18 czerwca 1696 roku został wybrany biskupem Győr i w tym samym roku przyjął sakrę.
2 czerwca 1697 już jako biskup Raab przewodniczył obrzędom towarzyszącym potajemnej konwersji na katolicyzm swojego krewnego, elektora saskiego Fryderyka Augusta I (późniejszego Augusta II), w zamku Rauhenstein w Baden pod Wiedniem, w ramach starań tego władcy o elekcję na tron polski.
W 1701 został biskupem koadiutorem Ostrzyhomia, a w 1703 – administratorem apostolskim Kolonii. 17 maja 1706 roku został kreowany kardynałem prezbiterem, jednak nie otrzymał kościoła tytularnego. Rok później otrzymał archidiecezję ostrzyhomską. Jako najwyższy kanclerz Królestwa Węgier pobłogosławił małżeństwo Karola VI i Elżbiety Krystyny oraz koronował ich na parę królewską Węgier. Uczestniczył w sejmie Rzeszy w Ratyzbonie w 1716 roku. Zmarł tamże 23 sierpnia 1725 roku.